# Saemundssonia hexagona
Saemundssonia hexagona är en insektsart som först beskrevs av Christoph Gottfried Andreas Giebel 1874.  Saemundssonia hexagona ingår i släktet Saemundssonia och familjen fjäderlöss. Inga underarter finns listade i Catalogue of Life.